# Karer-hágó
A Karer-hágó (németül: Karerpass, olaszul: Passo di Costalunga, fassa-völgyi ladin nyelven Jouf de Ciareja vagy Col da la Fratta) egy 1745 m magas hegyi hágó az észak-olaszországi Dolomitokban, Dél-Tirol és Trentino határvonalán, a Rosengarten (Catinaccio) és a Latemar hegycsoportok között. A dél-tiroli Eggen-völgyet (Val d’Ega) köti össze a trentinói Fassa-völggyel (Val di Fassa). A hágó dél-tiroli oldalán, festői környezetben fekszik a Karer-tó (Lago di Carezza) nevű tengerszem.

## Fekvése
A Karer-hágó (Passo di Costalunga) a Délnyugati-Dolomitokban, Dél-Tirol és Trentino megyék határvonalán fekszik. Összeköti egymással a nyugatról felhúzódó Eggen-völgyet (Welschnofen községet) a nyugati Fassa-völggyel, Vigo di Fassa községgel. A hágótól délre a Latemar-hegycsoport emelkedik (legmagasabb csúcsa a 2842 m magas Latemar-torony és a 2779 km magas Eggentaler Horn). Tovább délnek, a Latemar mögött a Fiemme-völgy és a Latemar Síközpont (a Pampeago–Obereggen közötti síterep) fekszik.
Keleti irányban a Karer-hágó fölött a Rosengarten (Catinaccio) hegycsoport emelkedik, legmagasabb csúcsa a 2981 m magas Rosengarten-csúcs (Cima Catinaccio), amelyre a Niger-hágó felől, a Santner-hágón keresztül lehet feljutni, részben vasalt mászóúton. A Rosengarten mögött, tovább keletnek a Fassa-völgybe lehet átjutni, amely a délen a Fiemme-völgyből indul és a Sella-hegycsoporthoz vezet fel.
A Karer-hágó közvetlen közelében, az SS241-es (Eggen-völgyi) főút déli oldalán, festői környezetben fekszik a Karer-tó. A sűrű fenyőerdővel övezett csendes tengerszem partja korábban (az 1990-es évek elejéig) szabadon bejárható volt, ekkor azonban a megnövekedett turistaforgalom miatt védőkerítéssel zárták körül. A tó fölött délre a Latemar hegycsoport ormai zárják a látóhatárt.
A Karer-hágó vízválasztót képez az Eggen-völgyben folyó patak (Eggentaler Bach) és a Fassa-völgyben folyó Avisio patak között. (Az Eggentaler Bach vize az Eisack (Isarco) folyóba, onnan az Etsch (Adige) folyóba ömlik, az Avisio pedig közvetlenül az Etsch-be torkollik).

## A hágó neve
A széles Karer-hágó ősi német neve (Karerpass) valószínűleg a német Kar (Kaar) szóból ered, amely cirkuszvölgyet, „kárvölgyet”, széles völgykatlant jelent. Ilyen jellegű lapos völgyekre jellemző a feltorlódott hordalék-gát, amely mögött tengerszem alakul ki, mint itt a Karer-tó, azaz „kárvölgyben keletkezett tó”. Más elmélet szerint az eredet inkább a német Karrenweg „szekérút” szóban keresendő.
Bár a trentinói olasz ajkú lakosság gyakran emlegette Caressa vagy Careccia neveken is, az 1919-es impériumváltáskor az olasz hatóságok – a hágó trentinói, olasz oldalán eredő hegyi patak, a Rio de Costalonga nevéről – hivatalosan Passo di Costalunga néven jegyezték be.
A helyi ladin lakosság nyelvén Col da la Fratta, melynek jelentése „irtásos nyereg”, arra utal, hogy a mai kopár hágótetőt évszázadokkal korábban erdő boríthatta, melyet szélviharok letaroltak.
A történelmi nyelvi határon fekvő hágó nevének német vagy olasz eredetéről vita folyik a két nemzet nyelvészei között. Az olasz eredet hívei szerint a vial da carezar azaz málhás ösvény jellegű régi olasz név a nem a német Kar (kárvölgy) szóból ered, hanem az olasz kareca (egyfajta vízinövény) nevéből, erről nyerték nevüket a hágó környékének apró tengerszemei, köztük a hágótetőn fekvő Karer-tó is, erről kapta volna nevét maga a hágó is.

## Történelme

A hágó és a Rosengartenhof vendégfogadó, 1890-1900 k.

Karer-hágó a Dolomitok egyik legrégebben ismert átjárója. A kőkorszakból kevés lelet került elő, ezekből csak arra következtethetünk, hogy a hágót kőkorszakban ismerték és használták. A római korban és a korai középkorban valószínűsíthető, hogy (a Dolomitok legtöbb hágójához hasonlóan) ennek is helyi jelentősége volt, legeltető pásztorok és málhás állatokkal fuvarozók ismerték és használták. Csak a későbbi középkorban nyert regionális kereskedelmi jelentőséget. Egy 1387-ből származó okmány a hágón át vezető málhás utat „Strass”, azaz „út” néven említi.
A Karer-hágó útját, a mai SS 241-es állami főút elődjét, 1861-ben kezdték építeni az Eggen-völgyben, a birchabrucki útelágazástól (ma Deutschnofen része). A munka elhúzódott, az út csak 1884-ben érte el Welschnofent, 1895-ben a hágótetőt. Az egész utat 1896-ban nyitották meg a Fassa-völgyben fekvő Vigo di Fassa községig. Az 1930-as években, Mussolini kormányzása idején jelentősen modernizálták, kiszélesítették. A második világháború után is sokszor javították, bővítették, veszélyes szakaszait új nyomvonalra helyezték, új műtárgyakkal, hidakkal, kőomlástól védő szerkezetekkel egészítették ki. A Prösels és Tiers községek közötti útszakaszt 1970–1986 között építették meg.

## Közlekedése
A mai SS241-es számú út a Nagy Dolomiti Főút (Große Dolomitenstraße) része. Nagy forgalmat bonyolít, mivel nem túl magas és enyhe emelkedésű. Az út legnagyobb meredeksége a nyugati, Eggen-völgyi rámpán 12%, a keleti, Fassa-völgyi rámpán 10%.
A Karer-hágó útjából a dél-tiroli oldalon, a hágótető közelében ágazik ki az 1688 m magas Niger-hágóra vezető aszfaltút, amely a Rosengarten-hegycsoport nyugati fala alá vezet, majd nyugatra fordulva a Tiersi-völgyön át Bozenbe vezet. A Karer-hágó (Bozenből) ezen az úton is elérhető, de a Niger-hágó útja kerülőt jelent, hosszabb, és meredekebb, a legnagyobb meredeksége eléri a 24%-ot. Maga az út nem megy fel a Niger-hágótetőre, legmagasabb pontját 1774 m magasan a Tscheiner-menedékháznál éri el.

## Idegenforgalom, sport

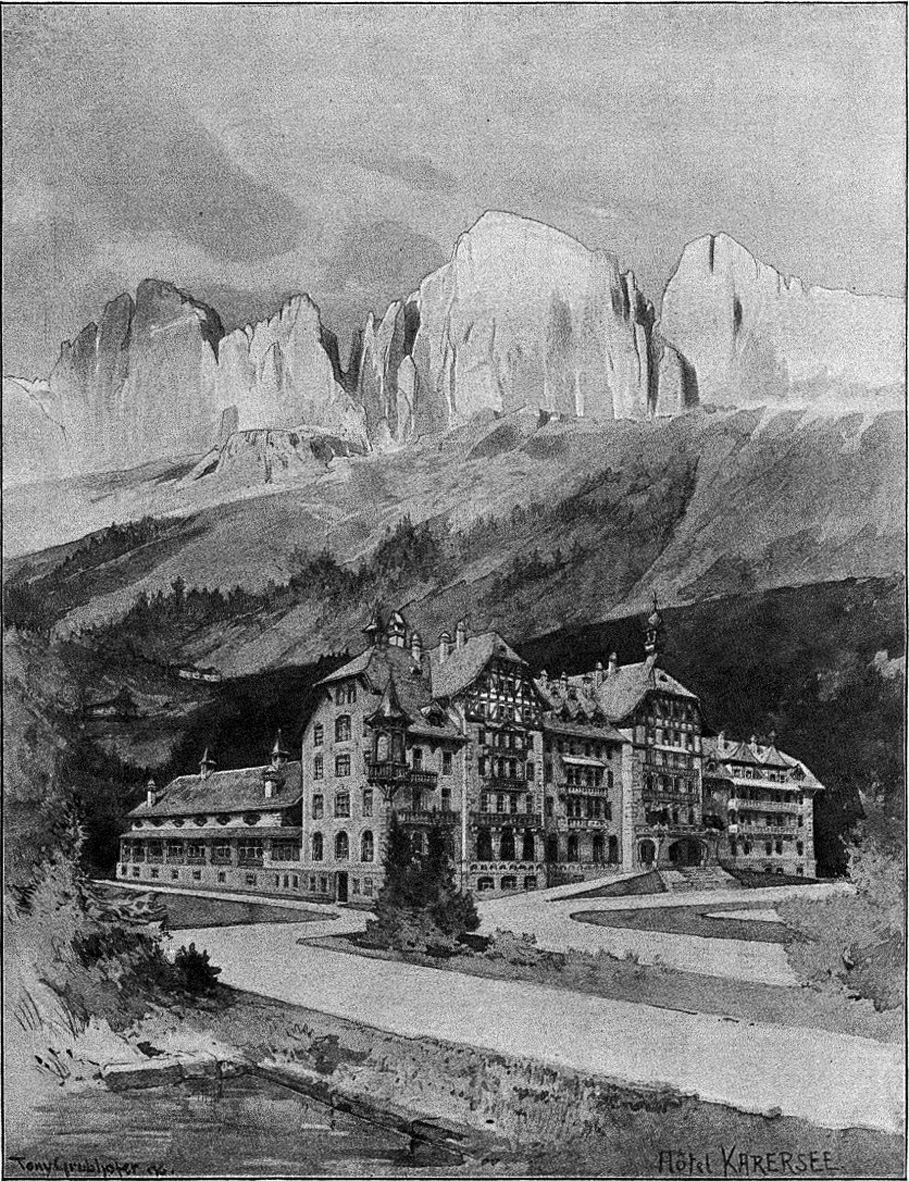
A Grand Hotel Karersee (1896)

A Karer-hágóban az első hegyi szállodát 1896-ban Theodor Christomannos tiroli üzletember építette, svájci mintára. (Ő ezt megelőzően, 1891-1892-ben az Ortler vidékén, Suldenbe vezető országút mentén már felépített egy nagy luxusszállodát, a Suldenhotelt, Otto Schmid építész tervei alapján).
A Grand Hotel Karersee-t közvetlenül a Karer-tó partjára akarták építeni, de itt nem találtak eladó telket, ezért néhány száz méterrel a hágó alatt kezdték az építkezést 1894-ben, Karl Lun meránói építész tervei szerint. A kor fogalmai szerint hatalmas épületet (170 szobával, 280 ággyal, kiegészítő épületekkel) 14 hónap alatt befejezték, a szállodát 1896. július 5-én ünnepélyesen megnyitották. Hamarosan prominens vendégek találkozóhelyévé vált, 1897-ben őszén Erzsébet császárné és királyné két hónapot töltött a hotelben. Megfordult itt Agatha Christie, Karl May, Sigmund Freud is. 1910-ben tűz pusztította el az épületet, 1912-re újjáépítették és kibővítették (350 szobával, 500 ággyal). Az első világháború alatt az osztrák–magyar vezérkar vette igénybe. A szálloda 1925-ben ismét megnyílt, 1943-ban a német Wehrmacht foglalta le, 1947-ben ismét megnyitott. A Grand Hotelt azóta apartman-házzá építették át, de néhány termét megőrizték eredeti állapotában.

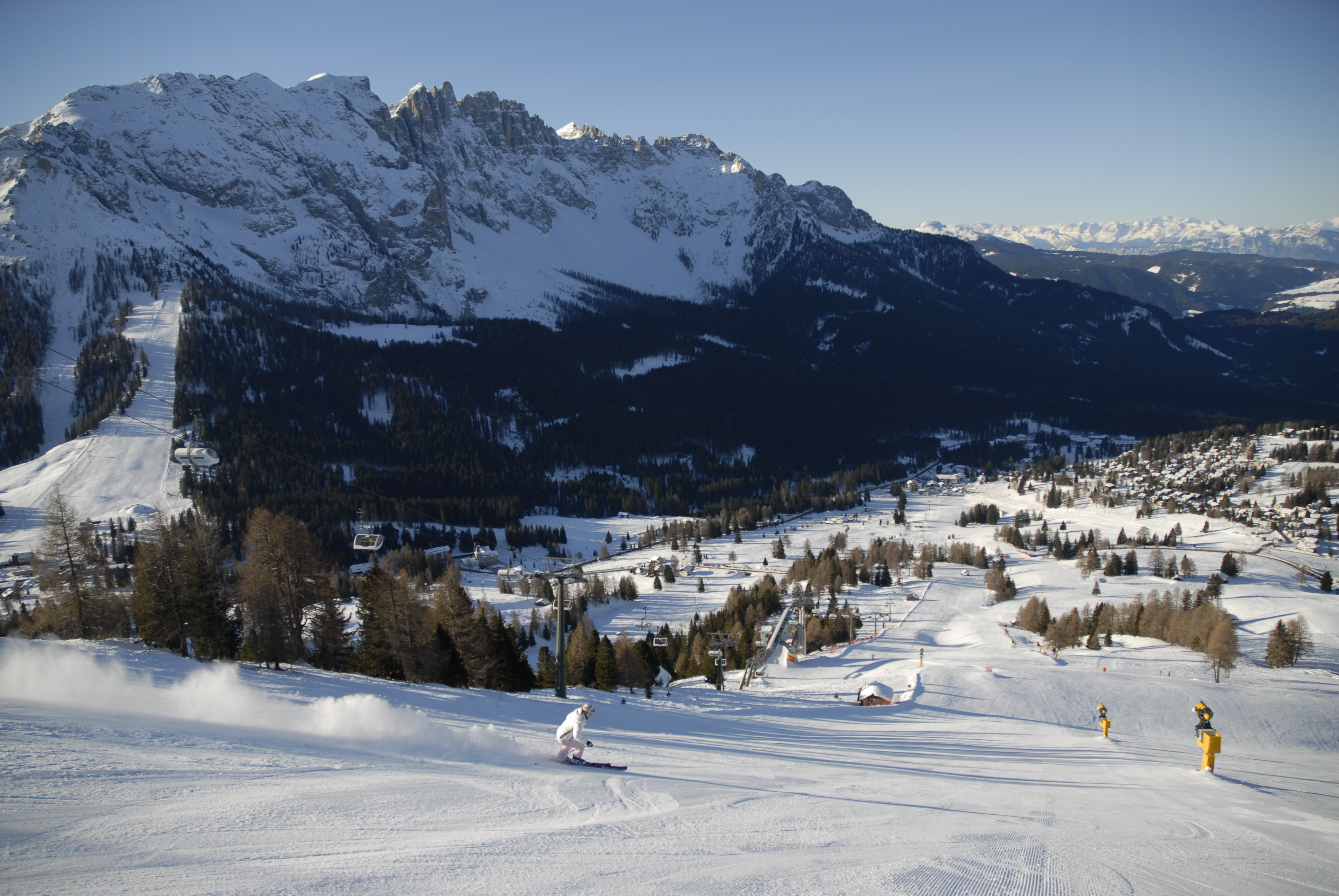
A Karer-hágó síterepe. Kilátás a Paolina sípályáról a Latemarra. A látóhatáron az Ortler-csoport)

Az 1950-es évektől kezdve a Dolomitokban megnőtt a tömegturizmus. A Karer-hágó és a Karer-tó környékén 30 km-nyi sífutópályát alakítottak ki. Kiépítették a Carezza–Karersee síközpontot a Rosengarten-hegycsoport és a Latemar között, amely magában foglalja a Fassa-völgy pályáit (Belvedere, Col Rodella, Ciampac) is. Az összevont sírégió 40 km-nyi lesiklópályát foglal magában (21 km kék, 12 km piros és 7 km fekete fokozatú). A legalacsonyabb völgyállomás Welschnofenben van (1343 m), a legmagasabb hegyállomás a „Laurin király-felvonó” felső állomása (2337 m) a Rosengarten nyugati oldalában működik, ablakaiból páratlan panorámakilátás nyílik. A liftek és sípályák mellett szánkópályákat és sífutópályákat is kialakítottak. Nyáron kirándulók, hegyjárók, hegymászók és mountain-bike-osok özönlik el a vidéket.